# Santa Branca
Santa Branca este un oraș în São Paulo (SP), Brazilia.